# Lokomotiv- und Waggonbaufabrik Krupp

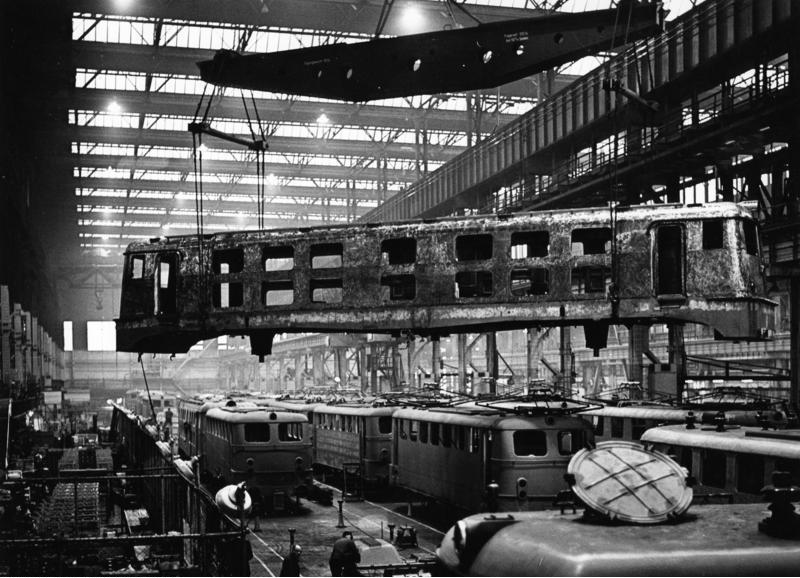
Lokomotivbau in der Maschinenbauhalle M1, 1960
DB E 50 und SŽD-Baureihe К

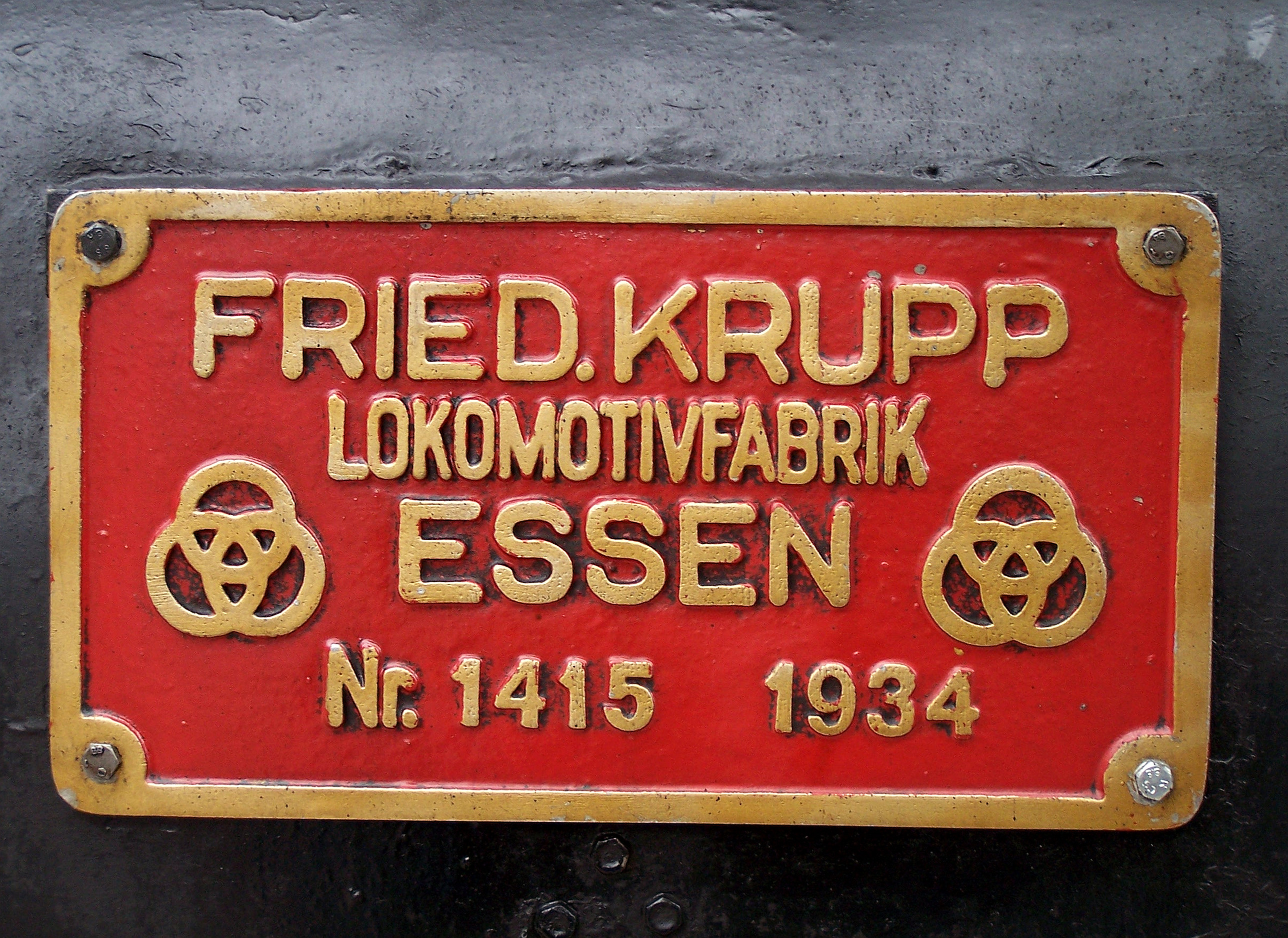
Herstellerschild der DR-Baureihe 01 118 der HEF – Drei Radreifen, das Firmensymbol seit 1875

Die Lokomotiv- und Waggonbaufabrik Krupp (kurz: LOWA) der Friedrich Krupp AG war Teil der Krupp-Gussstahlfabrik im Westen der Stadt Essen. Mit den Maschinenbauhallen M1, M2 und M3 samt Nebengebäuden, und im zeitweisen Zusammenspiel mit der werkseigenen Eisenbahn, bestand der kruppsche Eisenbahnbau von 1919 bis 1997.

## Geschichte

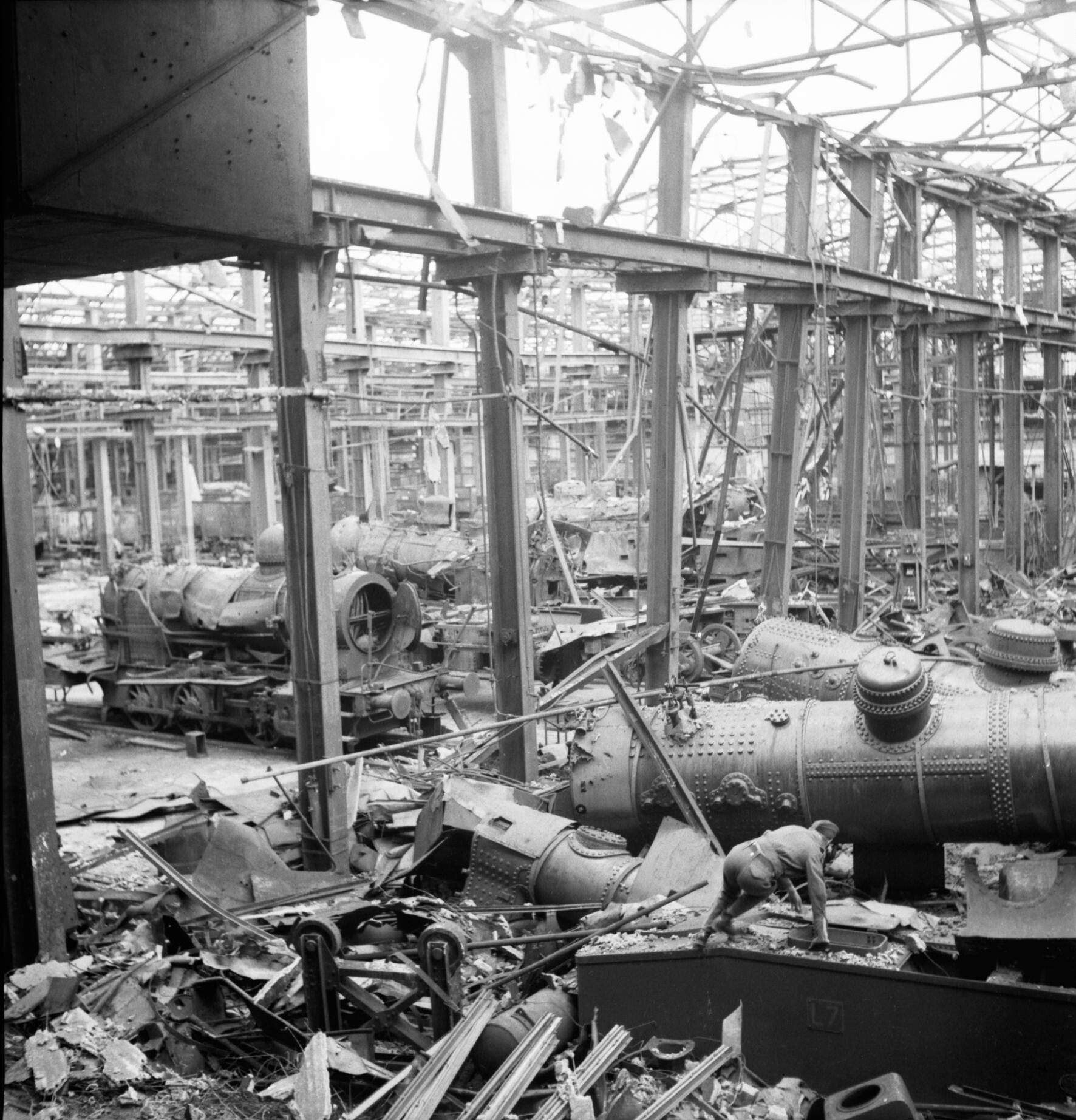
Zerstörungen durch britische Bomber im Zweiten Weltkrieg nach Angriffen 1943 und am 11. März 1945 am Tage

Der Lok- und Waggonbau begann durch die Friedrich Krupp AG nach dem Ersten Weltkrieg, als das Rüstungsunternehmen Krupp durch den Friedensvertrag von Versailles zur Produktion von Friedensprodukten verpflichtet worden war. Die gesamte Gussstahlfabrik befand sich zu dieser Zeit in einer tiefen Krise, da das Deutsche Reich, das gerade den Krieg verloren hatte, per Telegramm im November 1918 mit sofortiger Wirkung alle Rüstungsaufträge stornierte. Die Eisenbahn sollte nun ein wichtiges Standbein des noch sehr mageren Aufschwungs werden, diesmal jedoch erstmals mit der Produktion von kompletten Lokomotiven und Waggons. Bereits seit Mitte des 19. Jahrhunderts wurden Gussstahlprodukte, wie Schienen und Achsen, für die aufstrebende Eisenbahnindustrie geliefert. Das Patent für die wichtigste Erfindung des Firmeninhabers Alfred Krupp im Jahr 1852, den nahtlosen Radreifen, verhalf dem Unternehmen Krupp zum Aufstieg. 1875 wurden die drei Radreifen zum Firmensymbol von Krupp.
Nach schwierigen Verhandlungen mit der Preußischen Eisenbahnverwaltung erteilte diese doch Abnahmegarantien, so dass die erste Auslieferung einer komplett in Essen gefertigten Dampflokomotive am 10. Dezember 1919 an die Preußische Staatseisenbahn erfolgte, die im April 1920 zur Deutschen Reichsbahn wurde.
Während die gesamte Krupp-Gussstahlfabrik von mehreren tausend Fliegerbomben der Alliierten im Zweiten Weltkrieg schwer getroffen und zu etwa dreißig Prozent zerstört worden war, waren auch die Hallen der Lokomotivfabrik nicht verschont geblieben. Als nach dem Krieg die am 30. November 1948 durch die britische Militärregierung festgeschriebene Demontage der Kruppwerke begonnen hatte, um sie als Reparationsleistung ins Ausland zu bringen, erhielt die Lokomotiv- und Waggonbaufabrik von den Besatzern eine Arbeitslizenz zur Reparatur von Lokomotiven. So konnten die Hallen wieder aufgebaut und instand gesetzt werden.
In den 1960er Jahren firmierte das Werk unter der Krupp Maschinenbau GmbH. Diese hatte zum 1. Juni 1991 ihre Aktivitäten im Bereich Verkehrstechnik in die Krupp MaK Maschinenbau GmbH, Kiel eingebracht. Schon seit 1964 arbeitete Krupp mit der MaK zusammen. Mit Wirkung zum 1. April 1992 wurden der Produktbereich Verkehrstechnik und zugehörige Funktionsbereiche ausgegliedert und von der neugegründeten Krupp Verkehrstechnik GmbH mit Betriebsstätten in Kiel, Essen und Moers übernommen.
1994 wurden die Betriebsstätten an der Helenenstraße in Essen mit den Werken in Kiel und Moers von der Siemens Schienenfahrzeugtechnik GmbH übernommen. Zum 1. September 1996 wurde die Essener Betriebsstätte in die Siemens Duewag Schienenfahrzeuge GmbH in Krefeld eingegliedert. Der Lokomotivbau in Essen endete, als am 3. März 1997 der letzte Triebkopf (402 046) eines ICE 2 samt Drehgestellen für die Deutsche Bahn das Werk verließ. Er war Teil des letzten Auftrags von 46 ICE-Triebköpfen, der aus Kostengründen nicht mehr mit nach Krefeld verlagert wurde. Der Standort des Lokbaus in der Montagehalle M3 schloss offiziell am 31. März 1997.

## Maschinenbauhalle M1

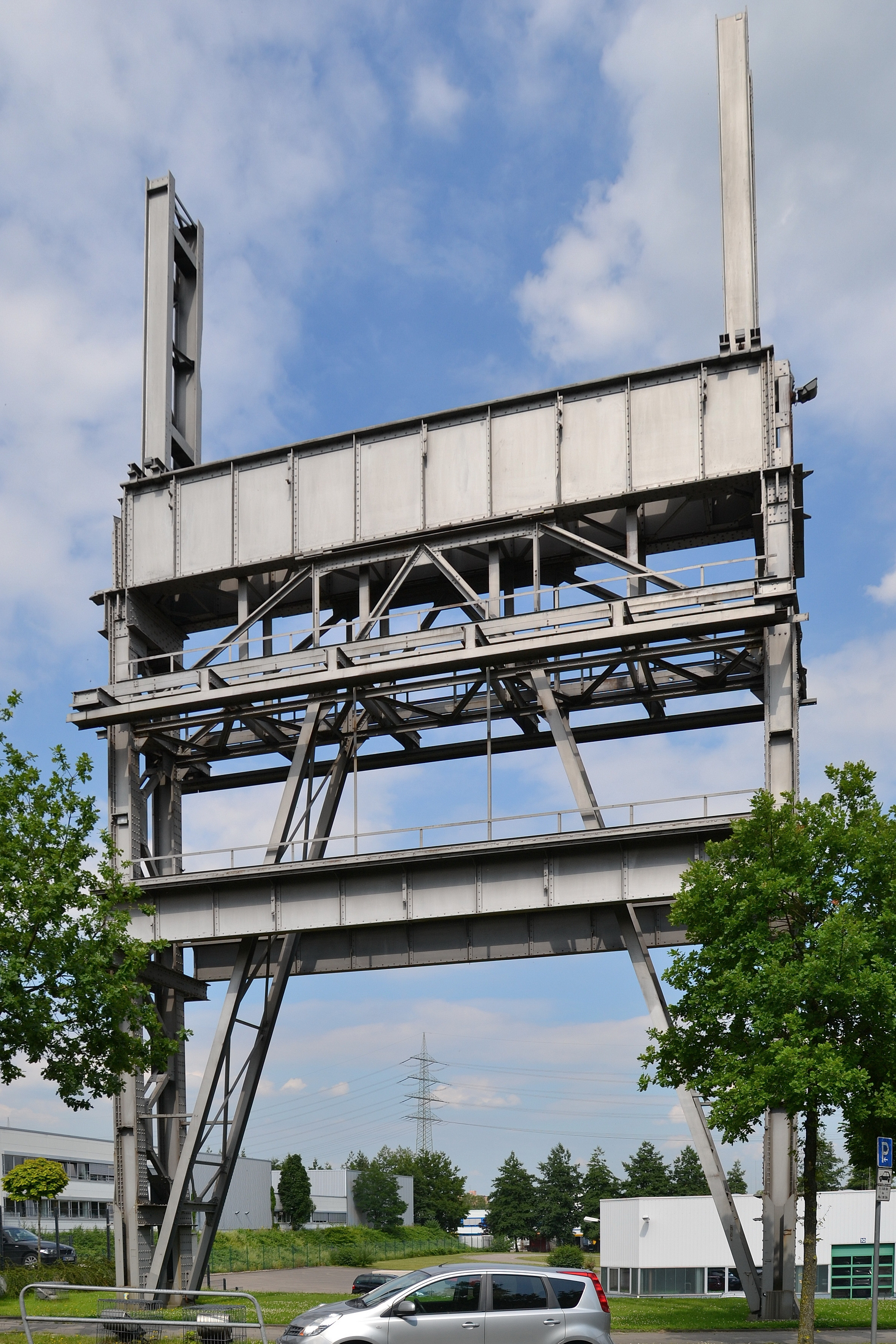
Erinnerung an die größte Halle M1: ein Stützträger, 2012

Nachdem 1920 das etwa 450.000 Quadratmeter große Areal zwischen der heutigen Hövel- und der Bamlerstraße (seit Januar 2013 Teil des Berthold-Beitz-Boulevards) in Teilen von Krupp bis zu zehn Meter aufgeschüttet, geebnet und für werkseigene Bahnanlagen erschlossen worden war, begann man ab 1937, die etwa 40.000 Quadratmeter große, und über 30 Meter hohe Maschinenbauhalle M1  zu errichten. Zuvor waren bis 1927 bereits ein Ringlokschuppen , ein Radreifenwalzwerk, eine Gießerei, ein zweigleisiger Anheizschuppen, diverse Lager und andere Nebengebäude errichtet worden. Am östlichen Rand des Geländes befand sich der Schacht Barbara der Zeche Amalie.
Die fünfschiffige Montagehalle M1 verfügte über Krananlagen mit bis zu 150 Tonnen Tragkraft, um Dampflokomotiven in großen Stückzahlen zu fertigen. Den Zweiten Weltkrieg hatte die Halle nahezu überstanden, so dass nach Kriegsende mit der Reparatur von Lokomotiven die Arbeit wieder aufgenommen werden konnte. Etwa eintausend Lokomotiven wurden so bis 1949, mit Genehmigung der Alliierten, wieder instand gesetzt, und so die zerstörte Verkehrsinfrastruktur langsam wieder mit aufgebaut.
Dann kamen erste Aufträge aus Bergbau und Industrie zum Neubau von Lokomotiven. 1950 folgten weitere der Deutschen Bundesbahn sowie erste Exportaufträge aus Asien und Afrika. Das Produktportfolio erweiterte sich auf Waggons und Teile für die Schieneninfrastruktur wie Schienen, Weichen, Masten und Drehscheiben. 1955 wurde eine 1100 Meter lange Probestrecke mit einem Sechs-Schienengleis, für die unterschiedlichen Spurweiten der Exportaufträge, zwischen der Halle M1 und der Bottroper Straße verlegt, wobei nicht alle Spurweiten über die gesamte Distanz gingen. Die Strecke war teils mit einer Oberleitung mit Spannungen von 15 kV 16,7 Hz und 25 kV 50 Hz für die Inbetriebsetzung von Elektrolokomotiven ausgestattet.
Außerdem wurden schwere Schiffs-Dieselmotoren in der Halle M1 montiert und in Betrieb gesetzt. Bis zu 3500 Menschen arbeiteten im Schichtbetrieb in der Montagehalle. Dabei war die Halle, wie auch die benachbarten Hallen M2 und M3, mit Brauch- und Frischwasser des firmeneigenen Wasserwerks am Wolfsbachtal und firmeneigenem Strom versorgt worden.
Ende der 1980er Jahre wurde die Halle M1 als Montagehalle aufgegeben und diente nur noch Lagerzwecken, auch für Fremdfirmen wie beispielsweise der KWU. Umliegende Anlagen und Nebengebäude ließ man brach liegen.

### Situation heute
1991 verkaufte Krupp das M1-Gelände von etwa 240.000 Quadratmetern an die Stadt Essen, die an dem wirtschaftlich interessanten Standort den heutigen M1-Gewerbepark ansiedelte. 1993 bewilligte das Land Nordrhein-Westfalen anteilig Fördermittel von 11,7 Millionen Euro, um den Abbruch aller Bauwerke des Geländes und dessen Neuerschließung mitzufinanzieren. Daraufhin begannen erste Teilabbrüche und Bodenuntersuchungen. 1994 wurde die ProEss Projektentwicklungs-Gesellschaft Essen mbH von der EWG Essener Wirtschaftsförderungs-Gesellschaft mbH und der Sparkasse Essen gegründet, um den M1-Gewerbepark ab 1995 zu entwickeln.
Der endgültige Abriss der Maschinenbauhalle M1 erfolgte 1995, da sie aus wirtschaftlicher Sicht nicht mehr nutzbar gewesen war. Ein Jahr später waren erste Gewerbegrundstücke verkauft, so dass zu Beginn des Jahres 1997 sich erste Unternehmen im neuen Gewerbepark ansiedelten.
Ein Relikt vergangener Zeit blieb ein etwa 30 Meter hohes, stählernes Stützfragment der ehemaligen Maschinenbauhalle M1 an der neuen Straße Am Lichtbogen, das am Abend farbig angestrahlt wird. Des Weiteren sind westlich außerhalb des heutigen Gewerbeparks noch Teile der Gleisanlagen und des ehemaligen Ringlokschuppens vorhanden (Februar 2013):

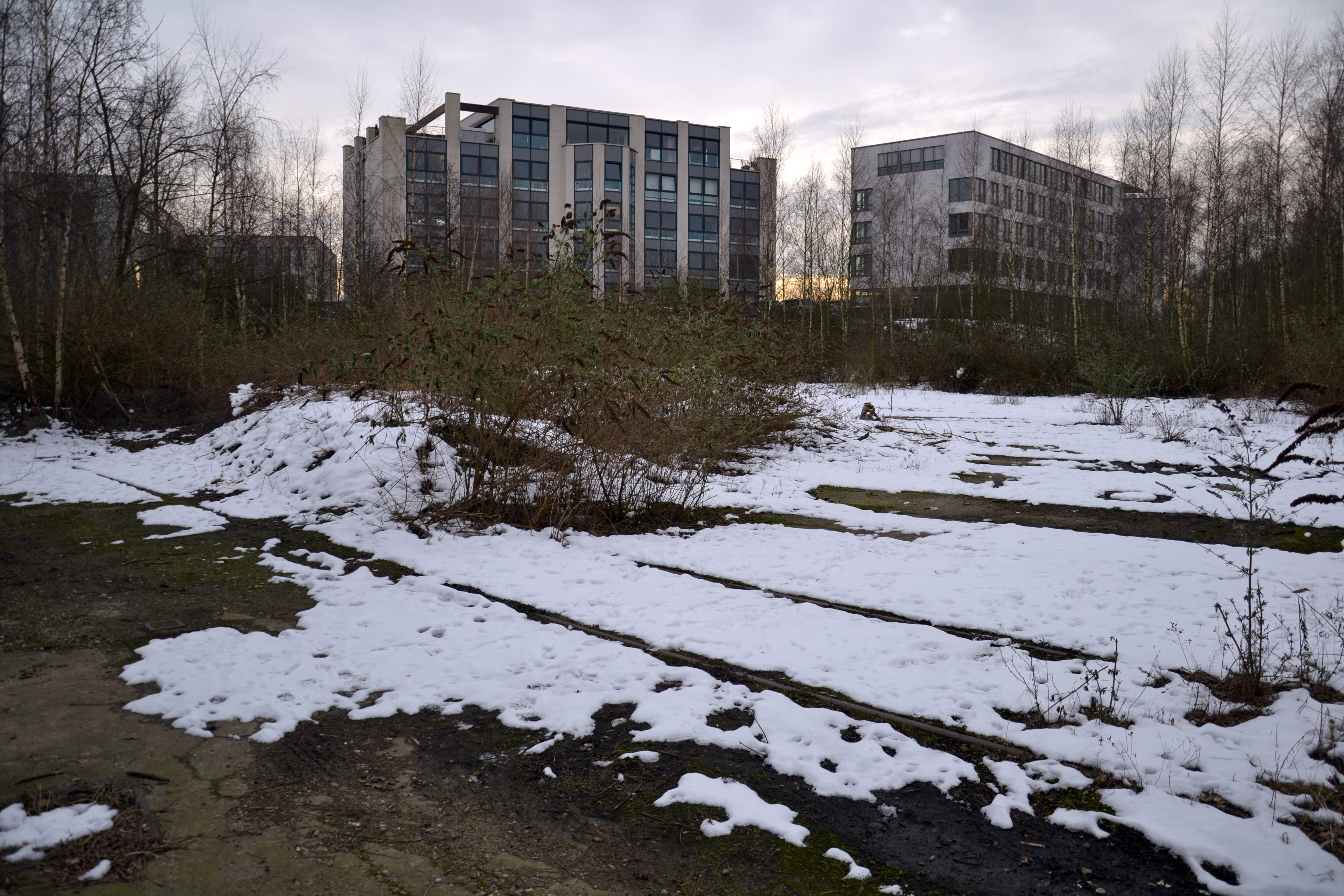
Blick vom ehem. Ringlokschuppen zum heutigen Gewerbepark M1
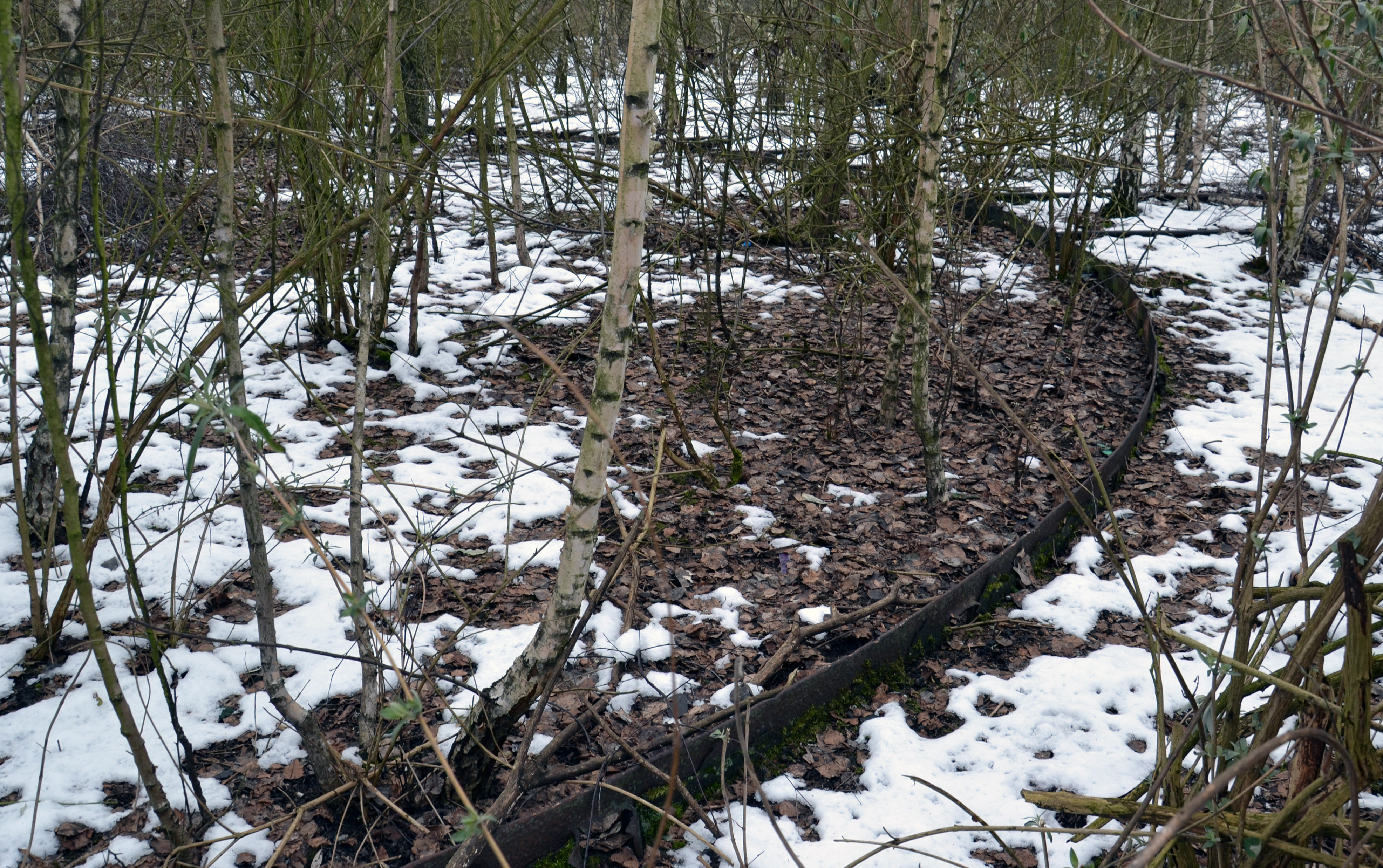
Drehscheibenbereich des ehem. Ringlokschuppens
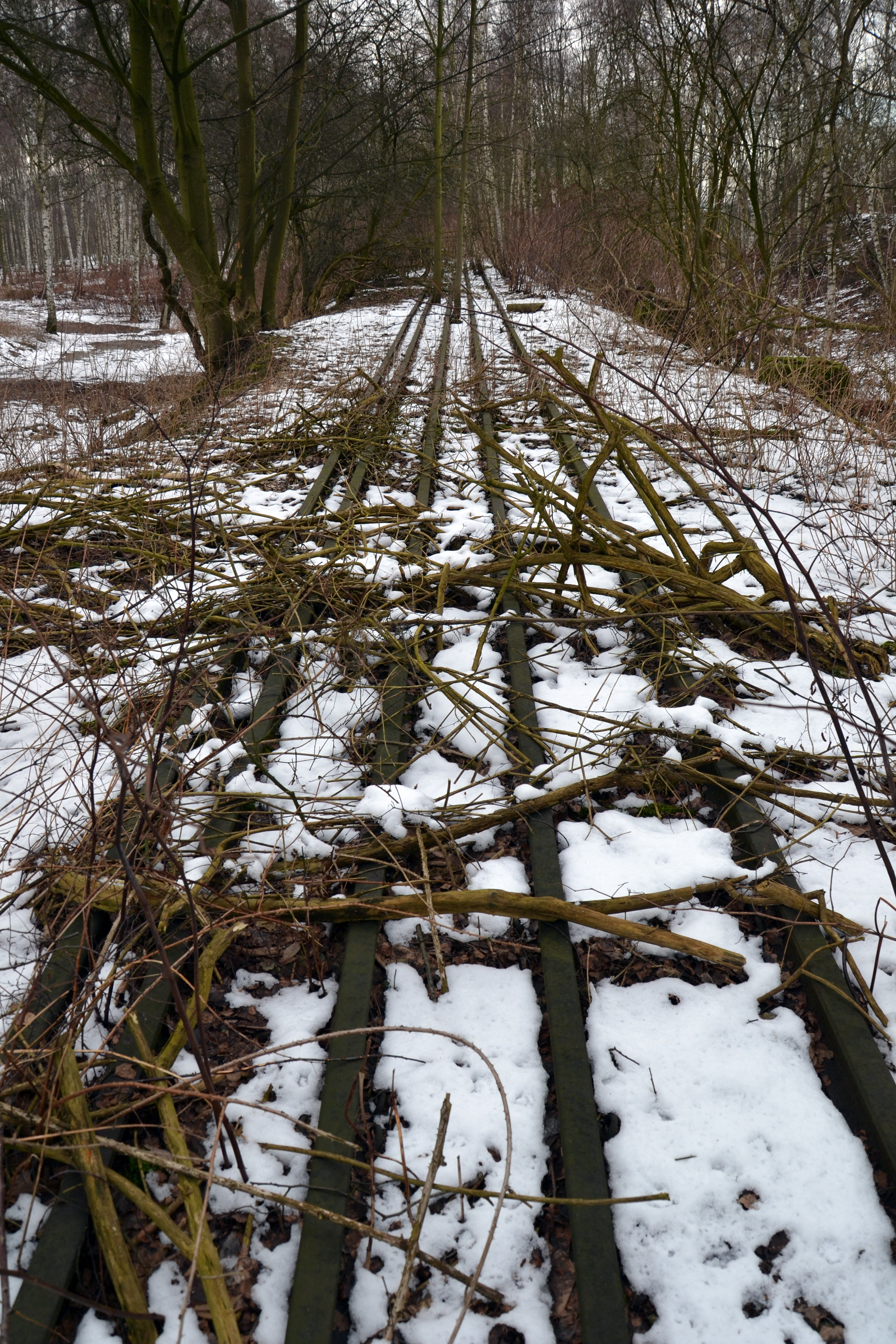
Fünf-Schienen-Prüfgleis, streckenweise sechs Schienen
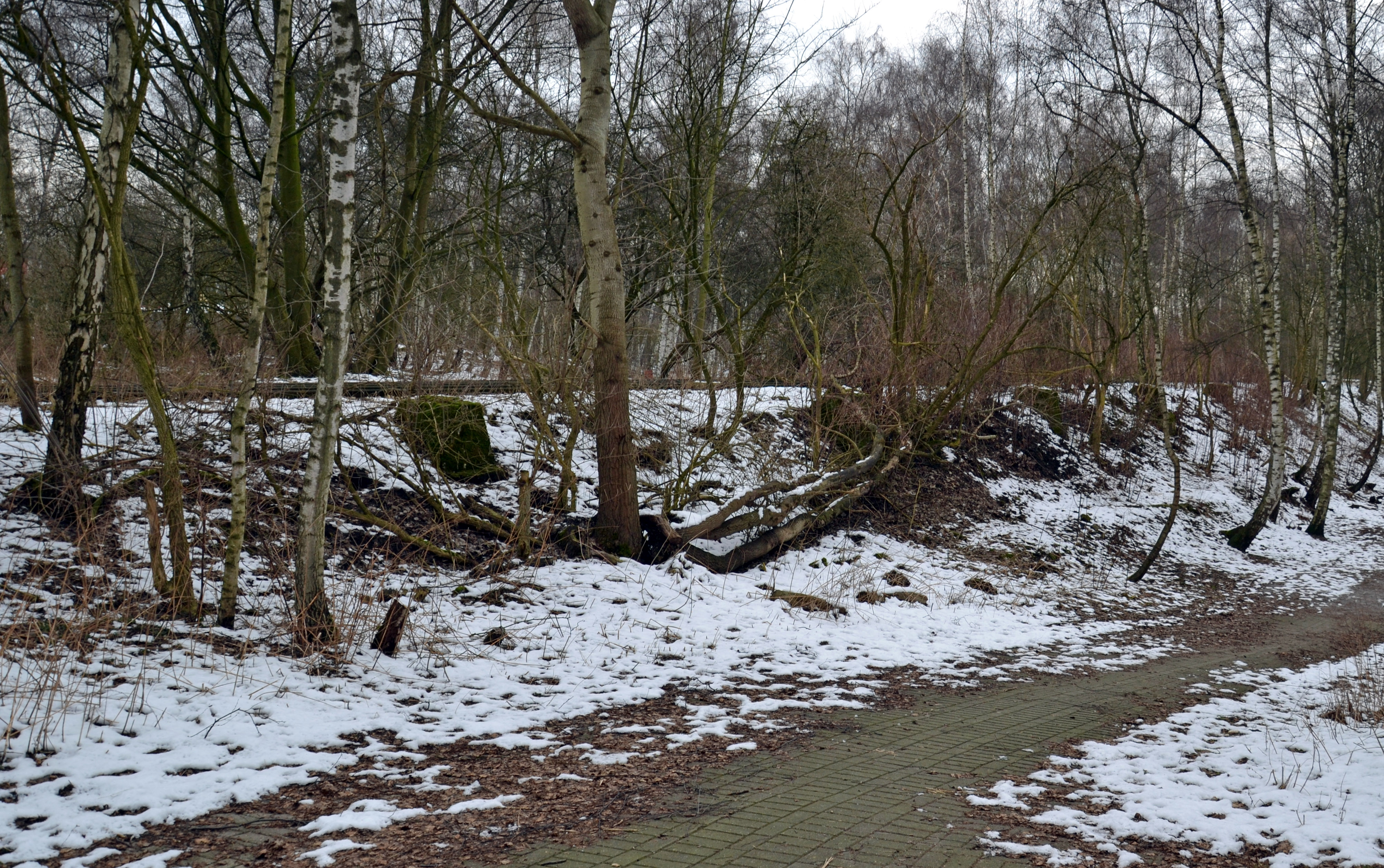
Damm des Fünf-Schienen-Prüfgleises
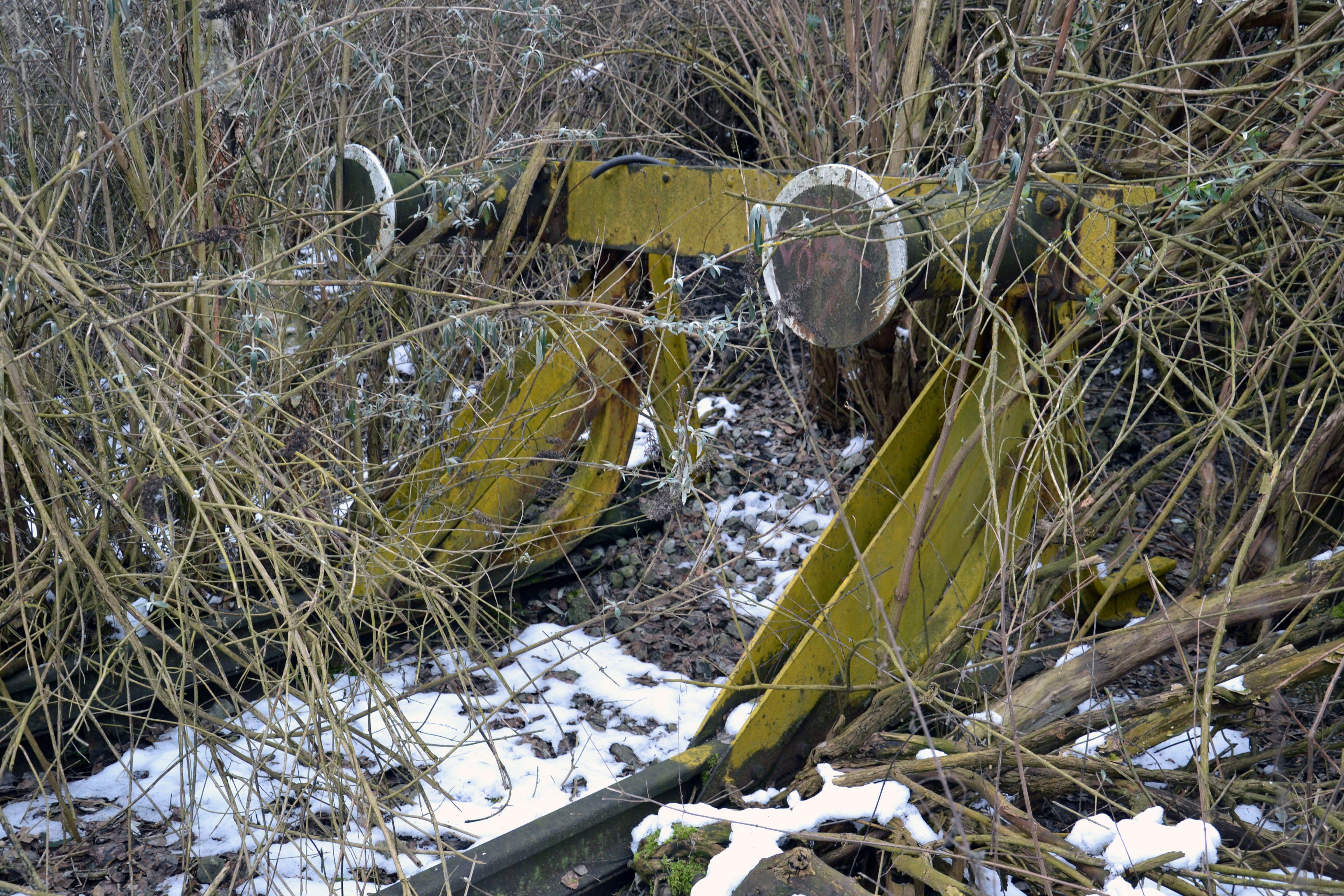
Prellbock am ehem. Ringlokschuppen

## Maschinenbauhalle M2
Die Maschinenbauhalle M2  wurde ursprünglich für die Fertigung von Lokomotiv- und Waggonteilen genutzt. Insbesondere wurden hier Drehgestellrahmen auf großen Fräs- und Bohrwerken bearbeitet. Dazu existierte eine entsprechend große Messplattform. In den 1980er Jahren erhielt die Front der Halle M2 eine markante, blaue Blechverkleidung mit großem, weißem Krupp-Schriftzug und dem Emblem der drei Ringe.
Zuletzt befand sich in dieser Halle der kruppsche Pressenbau. Hergestellt wurden unter anderem große Pressen zur Herstellung von Tanks und Auspuffanlagen für Automobilzulieferer. Diese meterhohen Pressen wurden in der Halle M2 komplett aufgestellt und in Betrieb gesetzt, danach zum Transport zerlegt, um sie beim Kunden endgültig wieder aufzustellen. Unter der Maschinenbauhalle befanden sich Werksluftschutzbunker.
Als in der Maschinenbauhalle M2 seit Mitte der 1990er Jahre Sortieranlagen für Verpackungsmüll ihren Dienst taten, wurde der markante Krupp-Schriftzug entfernt und die blaue Fassade grauweiß gestaltet. Nachdem anfangs die spätere RWE-Tochter Trienekens und danach die Firma Alba Müll sortierten, zog im März 2011 die letzte Recyclingfirma Remondis aus. Seitdem stand die Halle M2 leer.

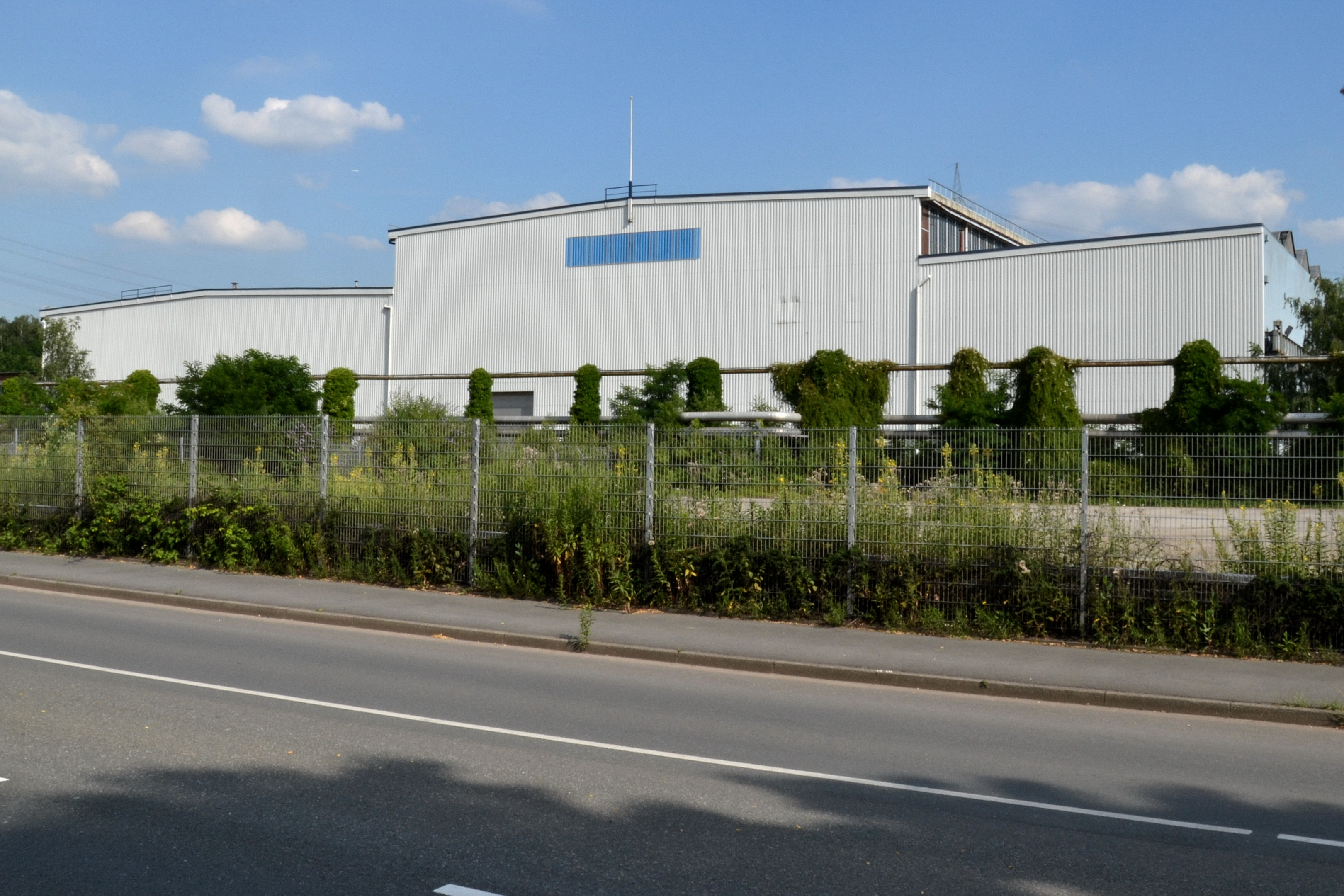
Halle M2, Westseite, 2012
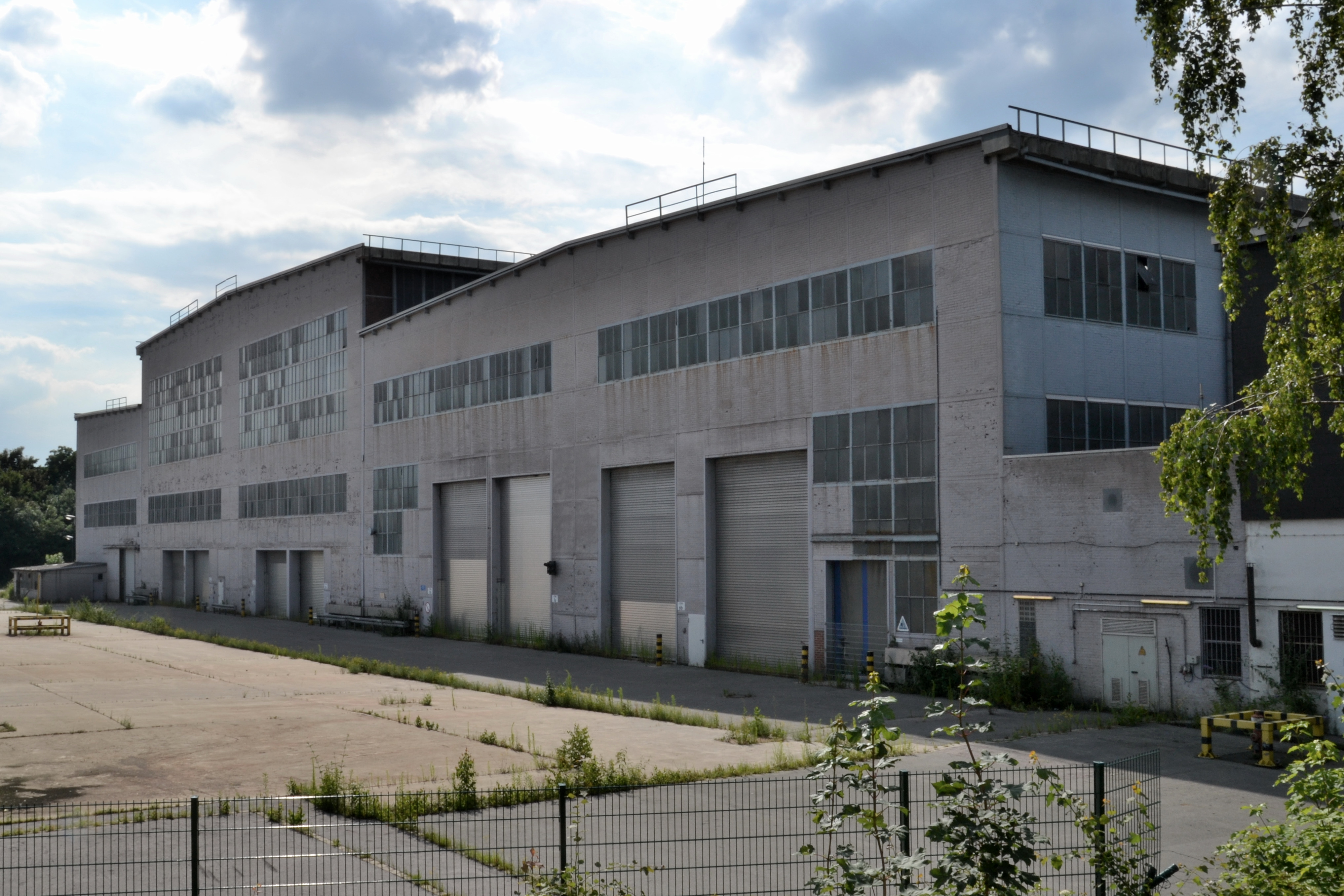
Halle M2, Ostseite, 2012
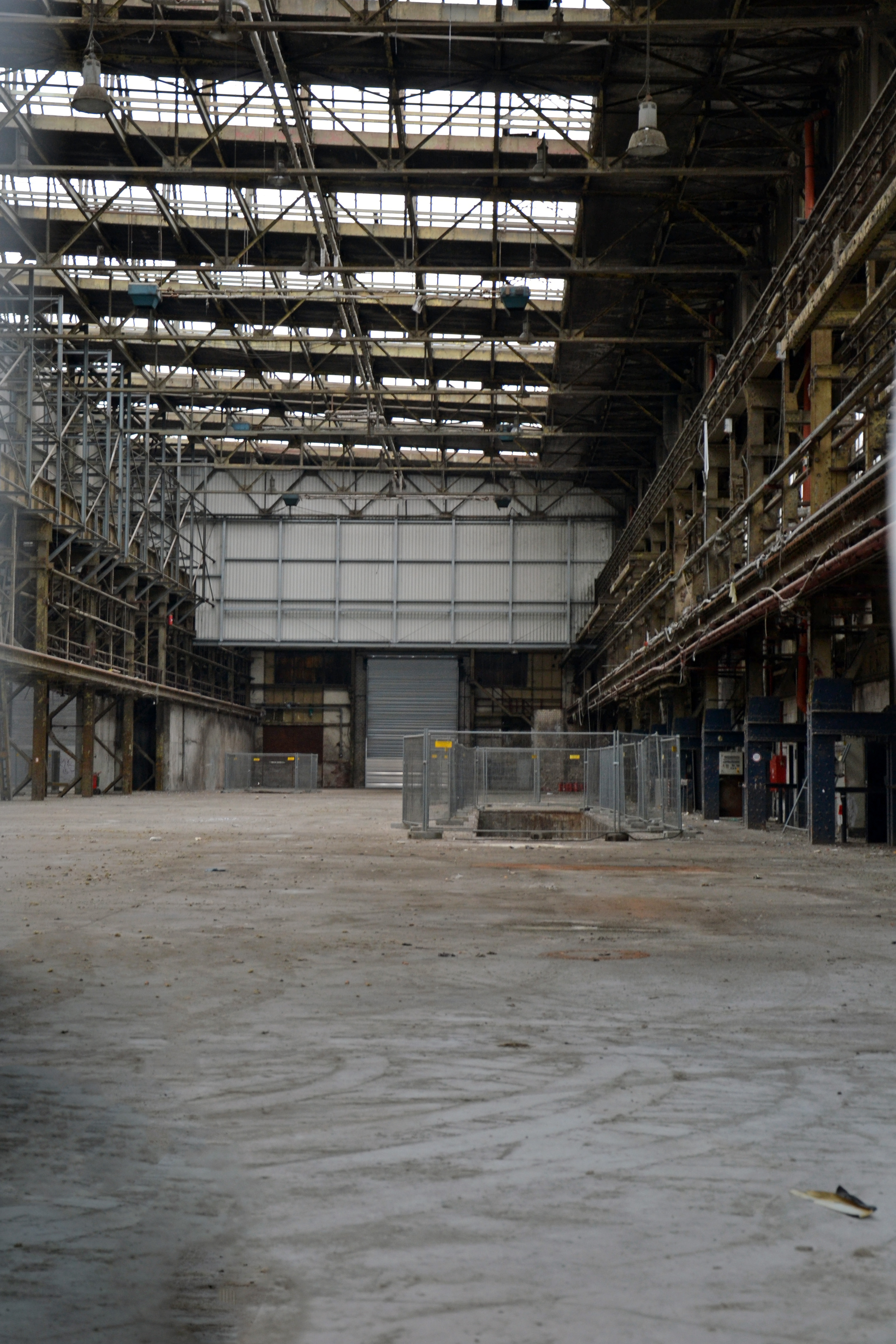
Halle M2, nördliches Hallenschiff, 2012
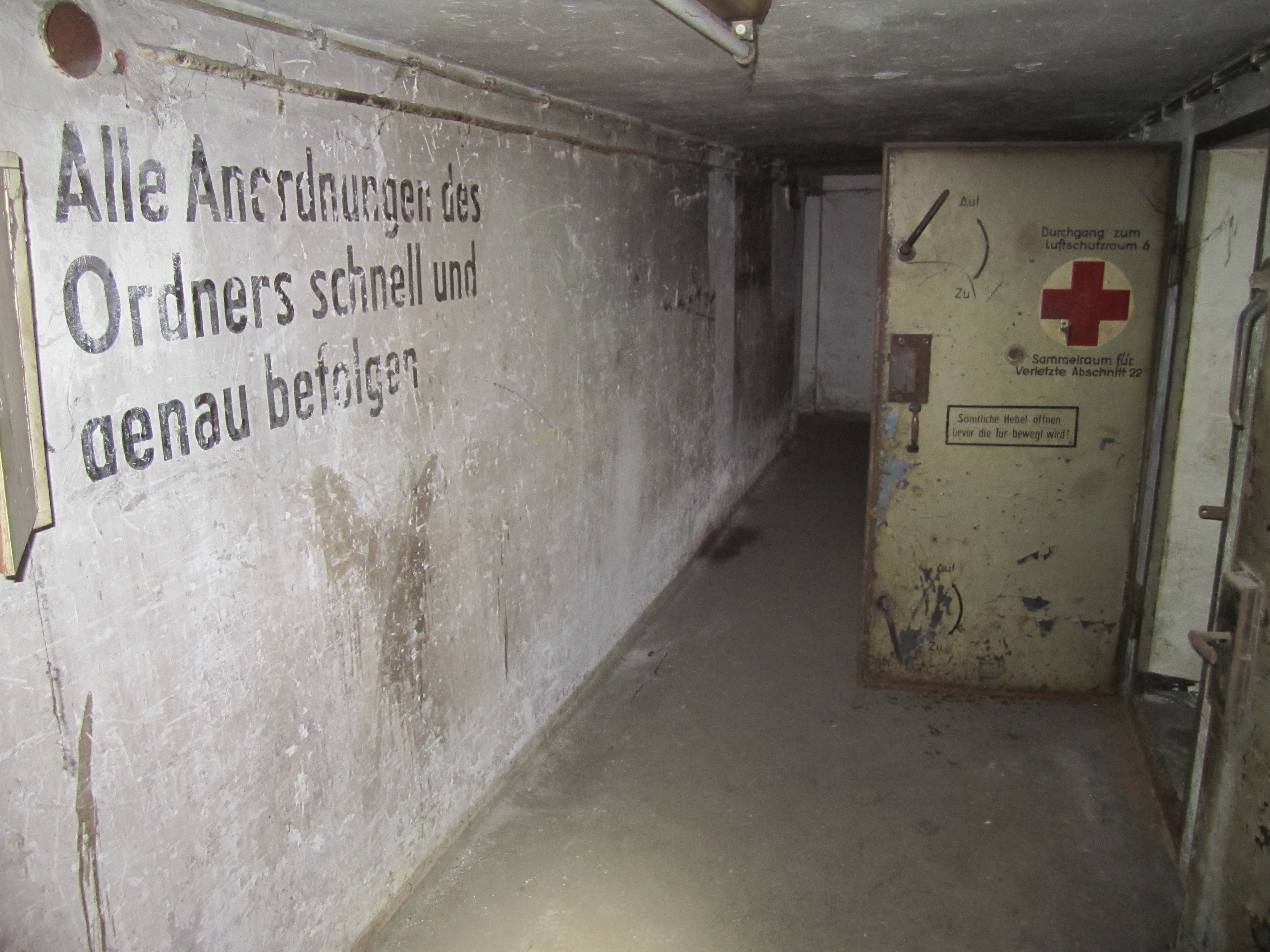
Werksluftschutzbunker unter dem Verwaltungstrakt von M2, 2015
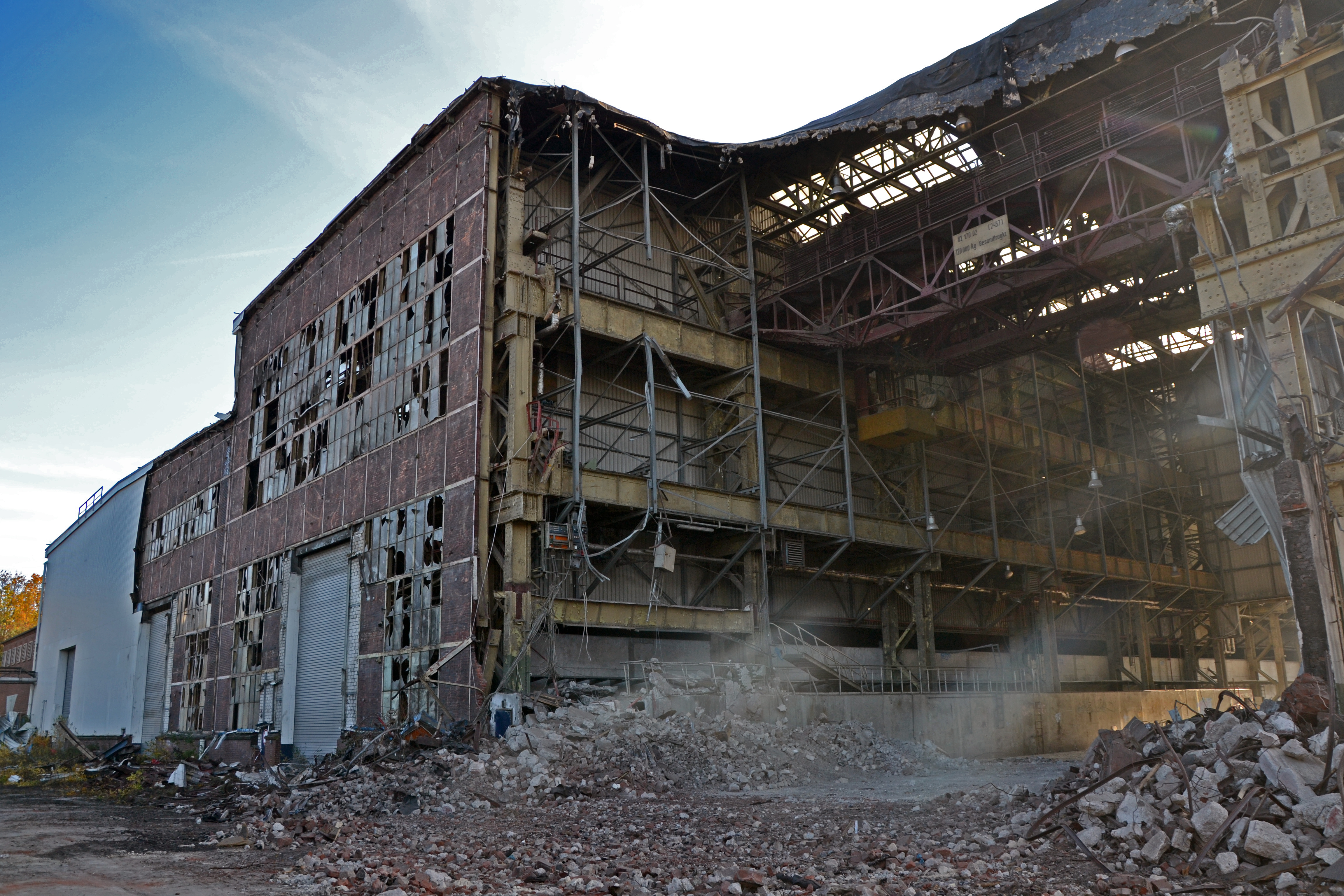
Halle M2, Abriss Oktober 2015

### Situation heute
Im Zuge des sogenannten Masterplans Krupp-Gürtel Nord wurde die gesamte Maschinenbauhalle M2 mit Bürotrakt zwischen Oktober 2015 und März 2016 abgerissen. Das nun freie Gelände entwickeln die Stadt und ThyssenKrupp als Grundstückseigentümer mit der nahen Umgebung zu einem urbanen Stadtviertel mit Gewerbe- und Wohnbereichen.

## Maschinenbauhalle M3
Noch im Rahmen des Hindenburg-Programms begann der Bau der Maschinenbauhalle M3  an der Helenenstraße im Jahr 1916. Ein Ausbau für die Fertigung von 400 Lokomotiven pro Jahr fand 1925 statt. Dabei erfolgte die Fertigung von Lokomotivkästen (Rohbauten kamen später auch vom heute zu Siemens gehörigen Lokbauer Krauss-Maffei) und Drehgestellrahmen bis hin zur Endmontage inklusive der gesamten Ausstattung. Dazu gab es mehrere Metallverarbeitungswerkstätten mit unterschiedlichsten Dreh- und Fräsmaschinen in mehreren Hallenschiffen. Diverse Schweißereien gehörten ebenfalls dazu.
Die Maschinenbauhalle M3 wurde auch über den Eisenbahnbau hinaus genutzt. 1976 verkaufte das Unternehmen Kautex Textron seinen Geschäftsbereich Maschinenbau an Krupp. Unter dem Namen Krupp Kautex wurden so in M3 Maschinen zur Herstellung von Kunststofftanks hergestellt. Des Weiteren gibt es bis heute einen Bereich zur Herstellung von Anlagen für die Blechdosenverpackung sowie eine Hydraulikhammer-Fertigung (heute durch Atlas Copco).
Zu Beginn der 1980er Jahre zog die Elektroabteilung (ELA) von ihrem alten Standort an der Altendorfer Straße  in den südöstlichen Bereich der Halle M3 in der Helenenstraße. Diese Abteilung fertigte unter anderem Energieversorgungsblöcke für Personenwagen, große Transformatoren und Schaltschränke für diverse elektrische Anlagen. Hier gab es dazu eine Wicklerei für Elektromotorenteile, einen Bereich für die Funkenerosion und ein elektrisches Prüffeld. Der einstige Standort an der Altendorfer Straße war die Montagehalle M6, deren Abriss 1985 begann. Später war in den umgestalteten Restgebäuden ein Tapetenmarkt.

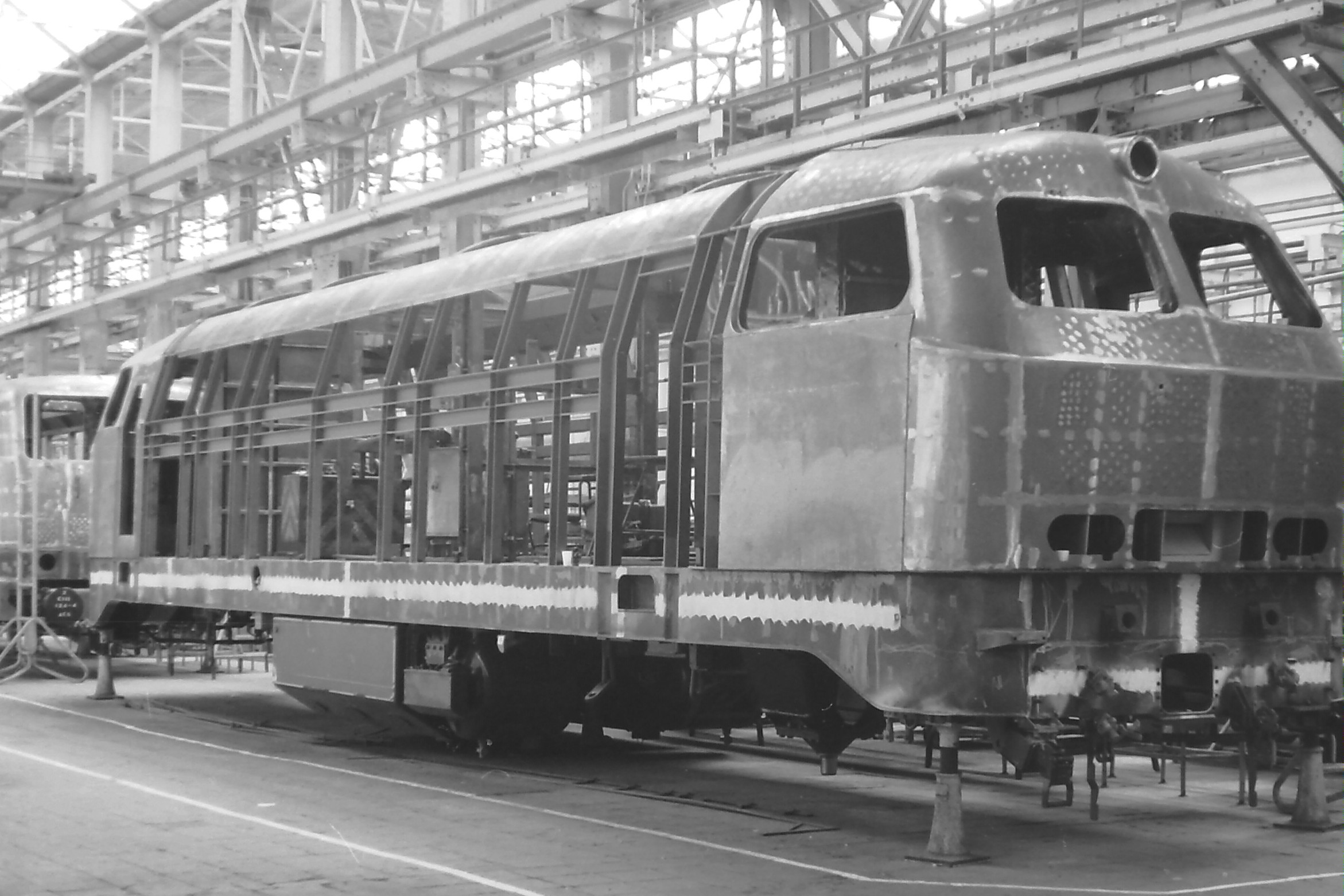
Rohbau einer 218 in Halle M3, ausgestellt am Tag der offenen Tür am 2. September 1978
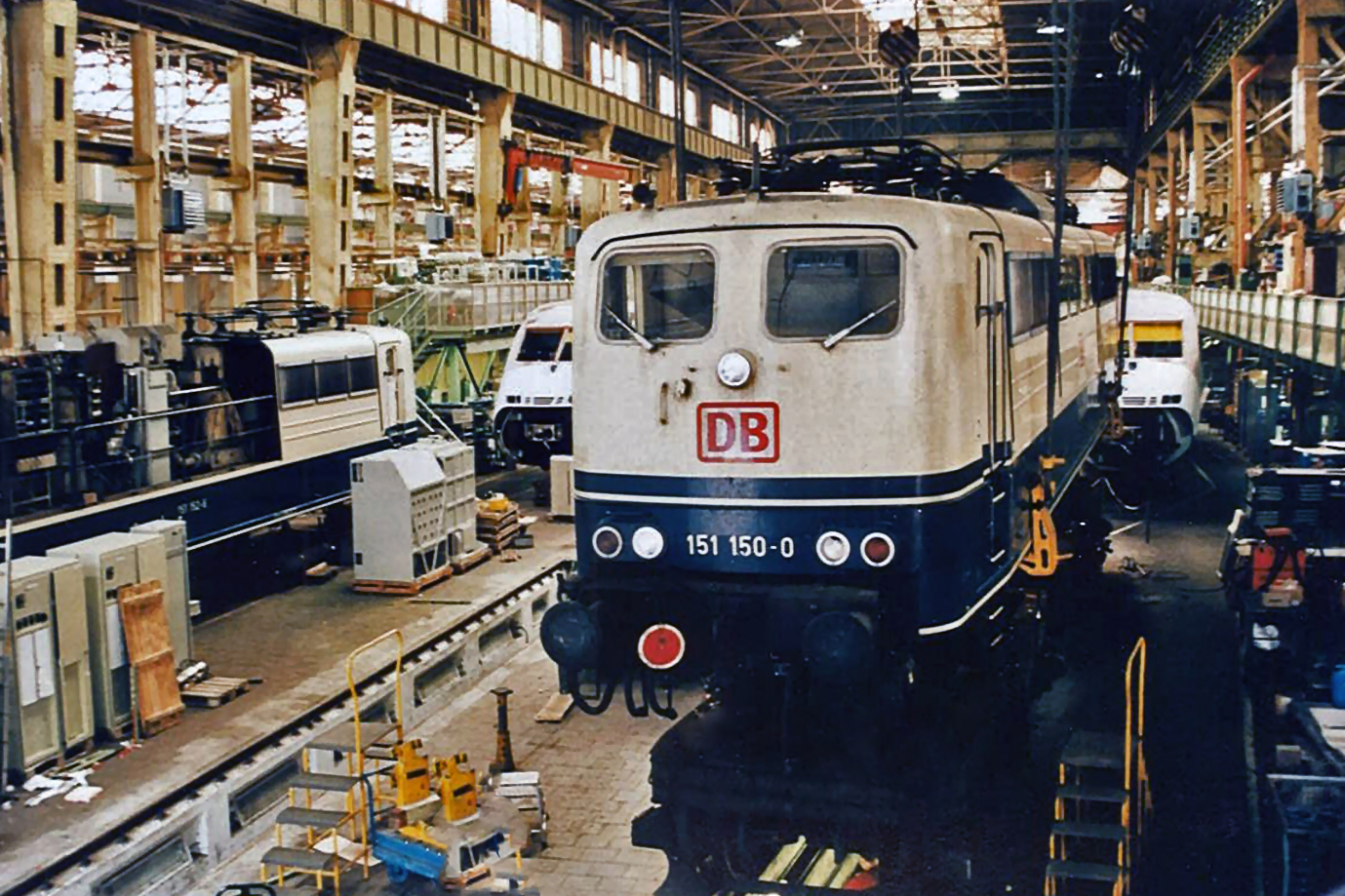
Lokbau in Halle M3 in den 1990er Jahren mit Nachrüstung der 151 150 und Montage von ICE 2-Triebköpfen
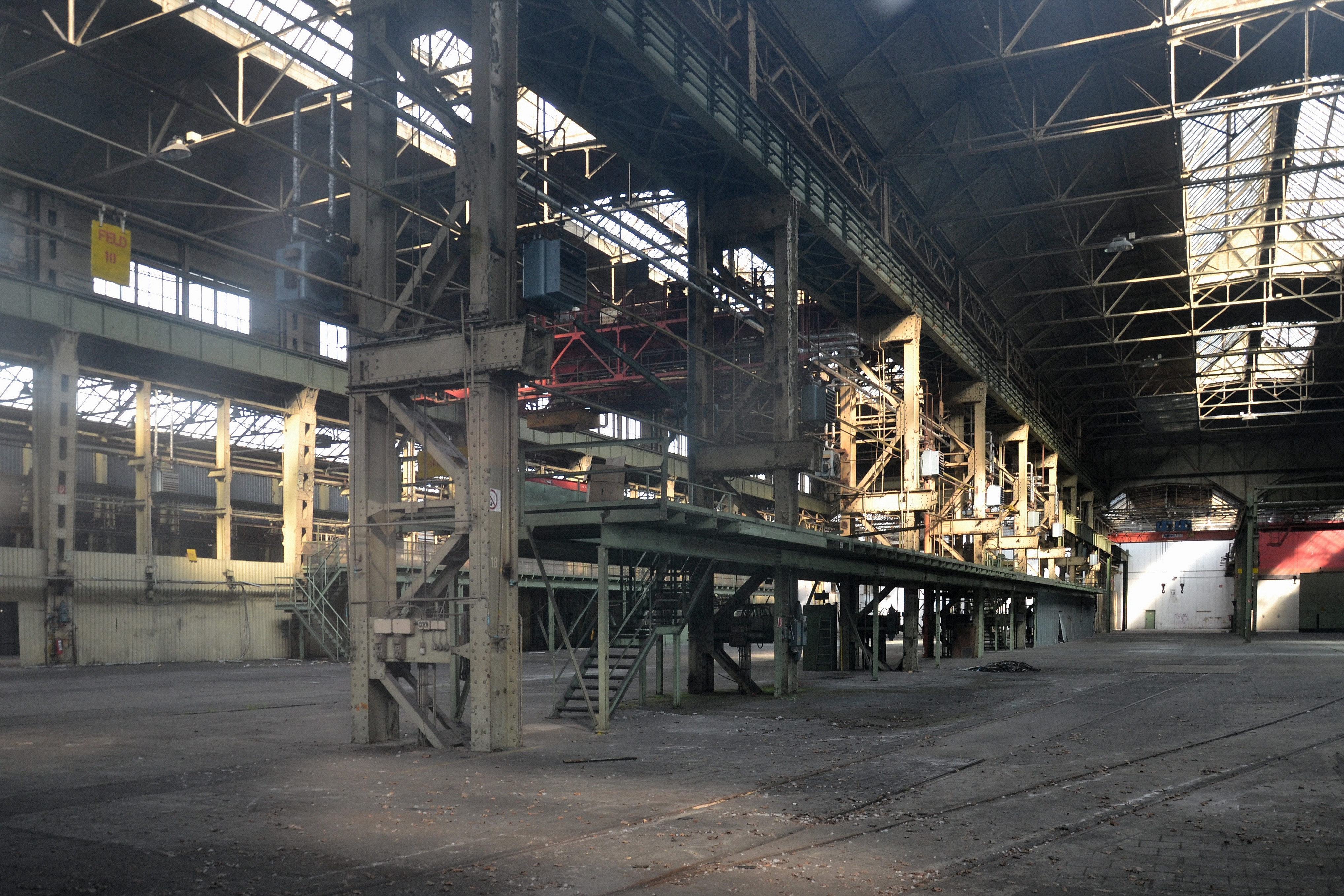
Halle des einstigen Lokbaus in M3, 2012
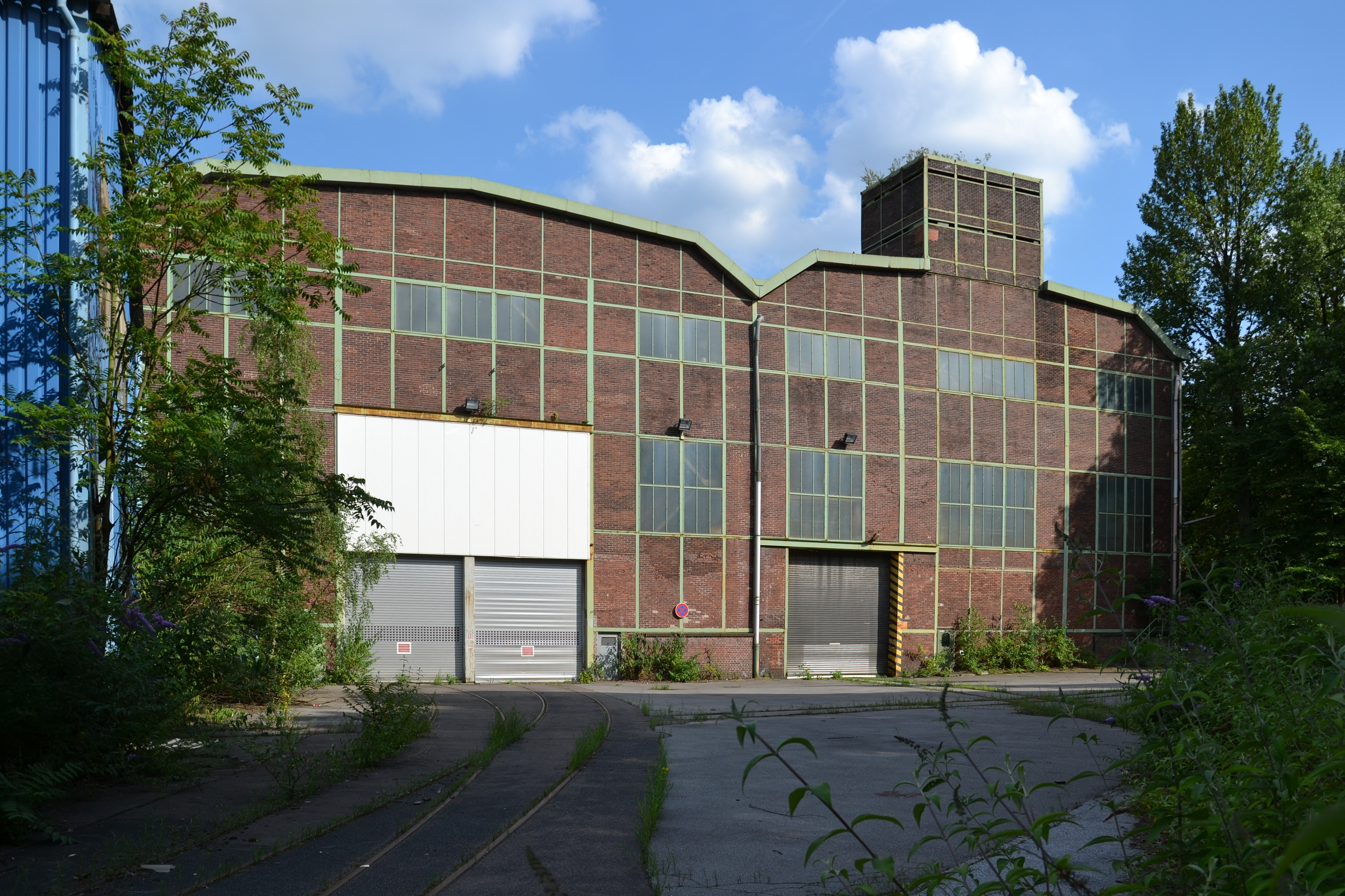
Gleisausfahrt aus dem Lokbau M3, 2012
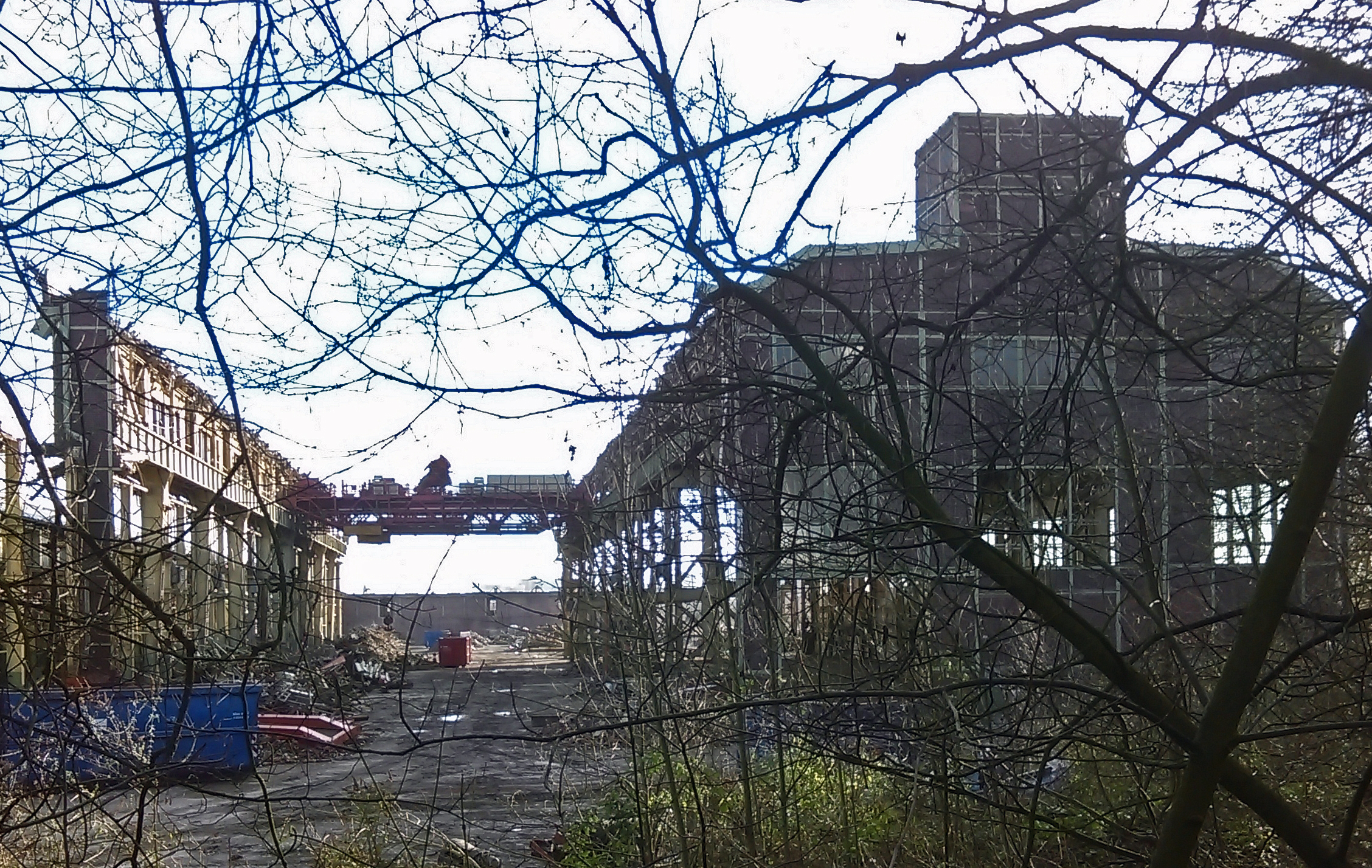
Abriss des Lokbaus und der Elektroabteilung der Halle M3, Januar 2016

### Situation heute
Krupp hat sich auch aus der Halle M3 komplett zurückgezogen. Siemens verlagerte die Essener Lokbau-Fertigung und die Elektroabteilung (ELA) aus M3 1996 in die Waggonfabrik Uerdingen, die bis heute Eisenbahnfahrzeuge in der Siemens-Sparte Siemens Mobility fertigt. Seitdem standen die Hallenschiffe der ehemaligen ELA und des ehemaligen Lokbaus an der Helenenstraße leer.
Im Zuge des sogenannten Masterplans Krupp-Gürtel Nord wurden zwischen Oktober 2015 und März 2016 die südöstlichen, bereits leer stehenden Hallenschiffe der einstigen ELA und des Lokbaus abgerissen. auch der Bürotrakt der ELA wurde niedergelegt. Diese Grundstücke und das umgebende Gelände entwickeln die Stadt und ThyssenKrupp als Grundstückseigentümer zu einem urbanen Stadtviertel mit Gewerbe- und Wohnbereichen.
In den noch genutzten Hallenschiffen der Maschinenbauhalle M3 sind heute Teile des Unternehmens Atlas Copco, des Blechverpackungsmaschinen-Herstellers Cantec, des Verpackungsmaschinen-Herstellers KHS und eine IT-Sparte von ThyssenKrupp tätig. Es besteht ein Bestandsschutz für diesen Teil der Halle M3 bis zum Jahr 2042.

## Produkte und Produktbeteiligungen (Auswahl)

### Dampflokomotiven

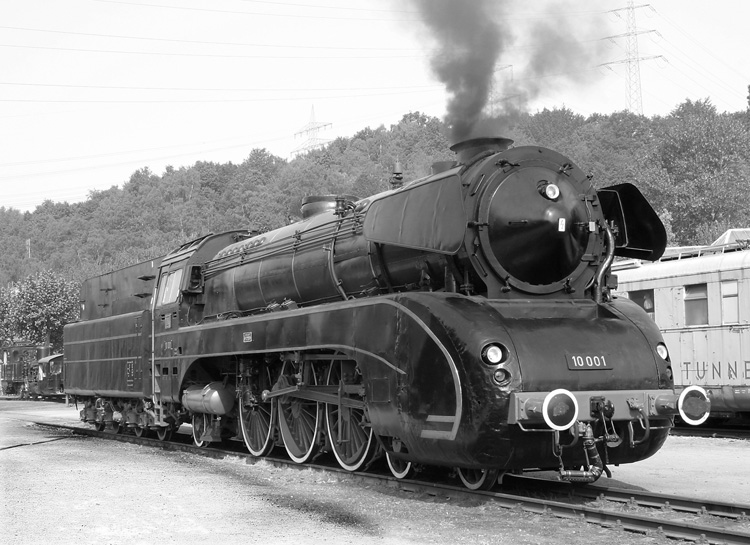
DB-Baureihe 10: Schnellzuglokomotive der Deutschen Bundesbahn

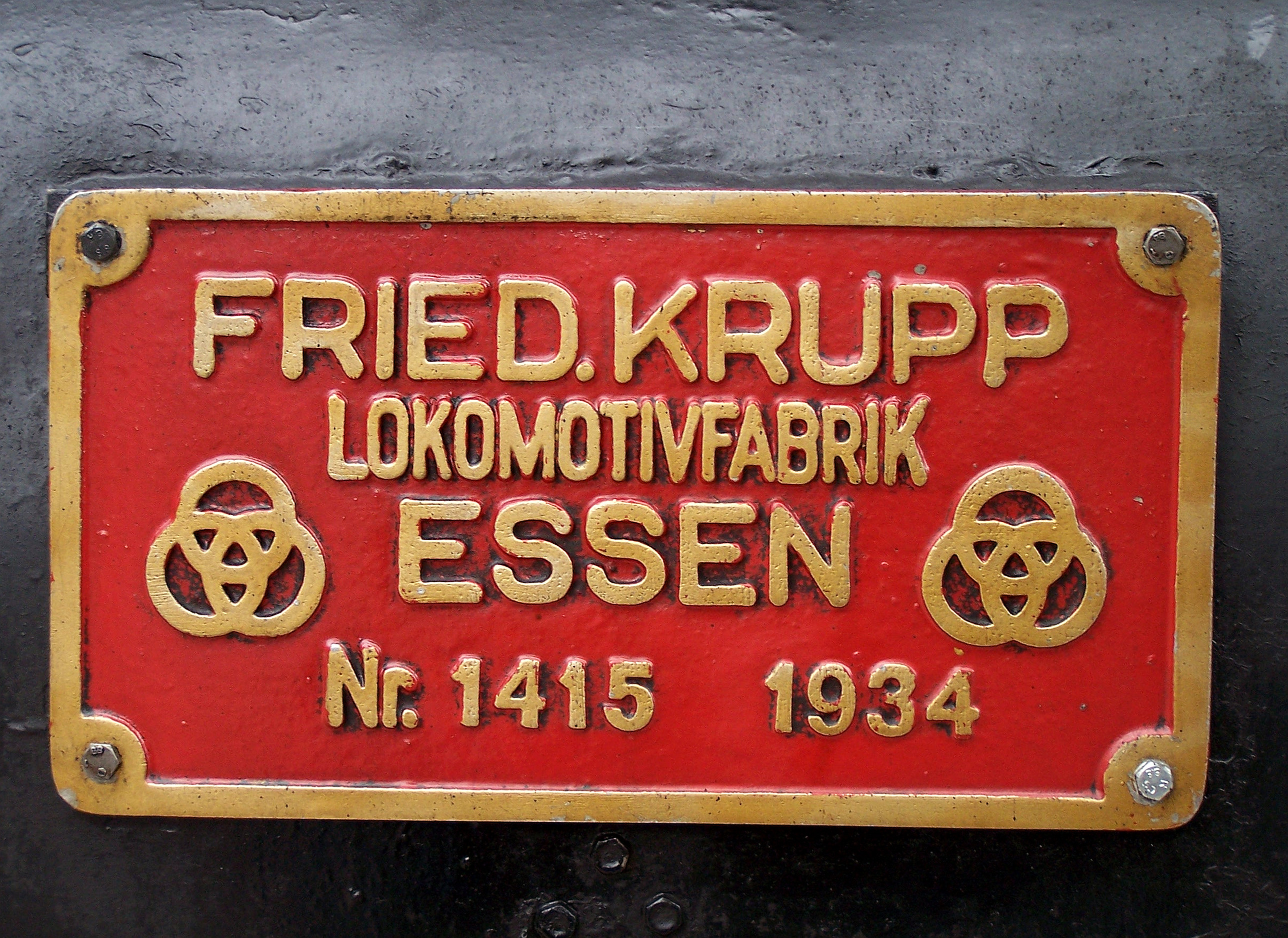
Herstellerschild der DR-Baureihe 01 118 der HEF

- BDŽ-Baureihe 05 für die bulgarische Staatsbahn BDŽ
- BE 31 und 32 für die Bentheimer Eisenbahn
- BLE 44 für die Braunschweigische Landes-Eisenbahn-Gesellschaft
- BLE 45 bis 49 für die Braunschweigische Landes-Eisenbahn-Gesellschaft
- DR-Baureihe T 18.10
- DR-Baureihe 01
- DR-Baureihe 03
- DR-Baureihe 04
- DR-Baureihe 06
- DB-Baureihe 10
- DB-Baureihe 23
- DR-Baureihe 24
- DR-Baureihe 41
- DR-Baureihe 86
- DR-Baureihe 71.0
- Junkers 2–3 für die Junkers Werke
- KBE 81–90 für die Köln-Bonner Eisenbahnen
- KBE 95–96 für die Köln-Bonner Eisenbahnen
- Krupp Bergbau
- Krupp Frechen
- Krupp Hannibal Vorkriegs- und Nachkriegsausführung
- Krupp Knapsack
- Krupp Typ Gladbeck
- NWE Nr. 21
- drei Dampflokomotiven für Liliputbahnen mit Baujahr 1937, ähnlich der Martens’schen Einheitsliliputlok, aber etwas leistungsfähiger mit den Fabriknummern 1662 bis 1664 und den Namen Rosenkavalier, Männertreu und Fleißiges Lieschen
- NSB Type 49c für die norwegischen Staatsbahnen
- OHE 84 201,  Güterzugtenderlokomotive
- Rheinbraun 318–319
- Dampflok der Baureihe GCA (Garratt-Lokomotive) für Südafrika
- SAR-Klasse 19
- TCDD 46 001–025 für die Türkische Staatsbahn
- TCDD 57 001–027 für die Türkische Staatsbahn
- Dampflok der Baureihe 19D für Transnet Freight Rail, Südafrika
- Dampflok der Baureihe S2 für Transnet Freight Rail, Südafrika
- Schlepptender-Dampflokomotiven der Baureihe D 52 für Indonesien

### Diesellokomotiven

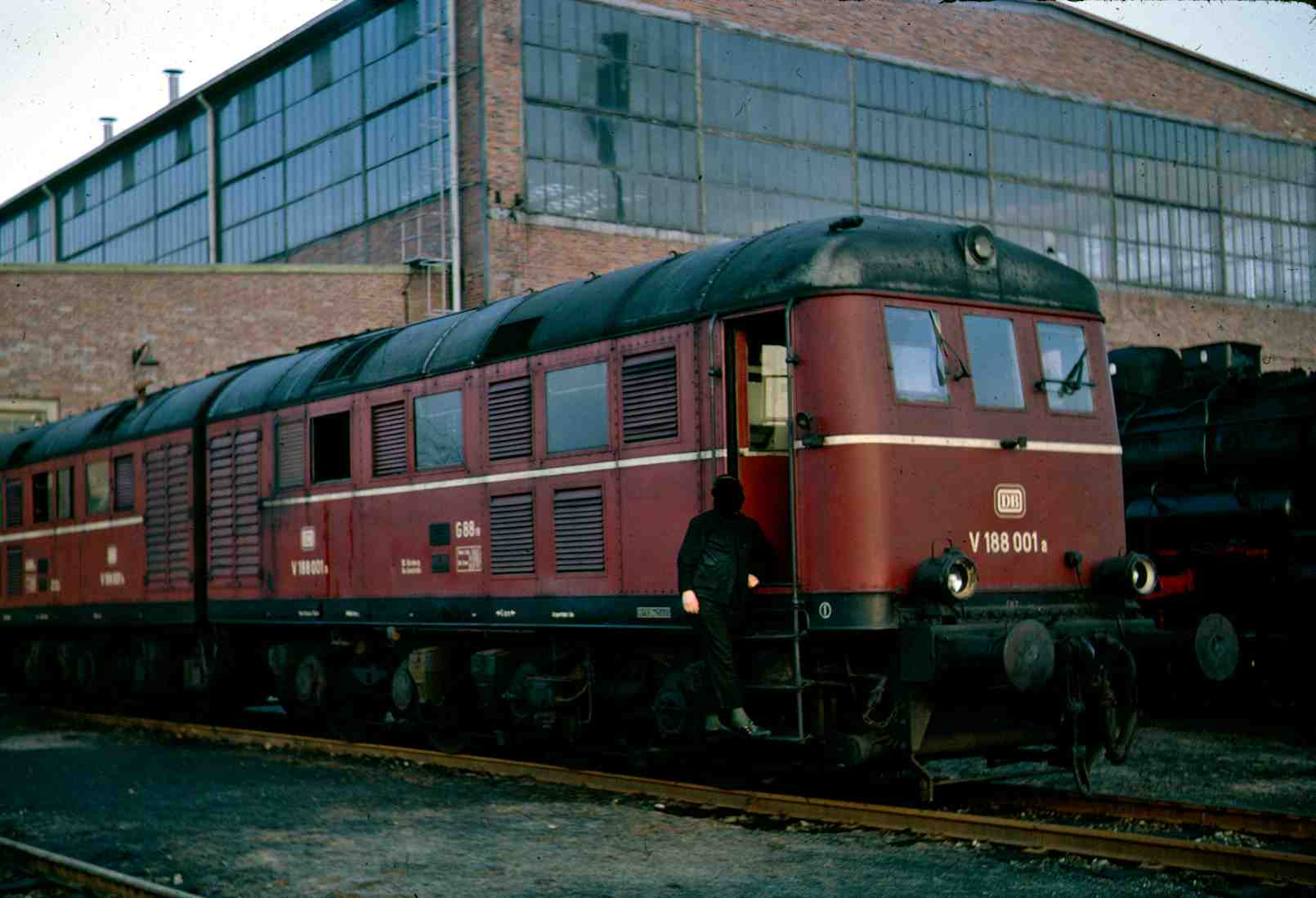
Wehrmachtslokomotive D 311

- Diesellokomotive Baureihe 27D für Eritrea
- diverse Diesellokomotiven-Baureihen für Indonesien
  - KAI-Baureihe D300
  - KAI-Baureihe D301
  - KAI-Baureihe BB300
  - KAI-Baureihe BB301
  - KAI-Baureihe BB304

- dieselelektrische Lokomotiven für die State Railway of Thailand
- diverse Diesellokomotiven-Baureihen für Myanmar (damals Burma)
- Lokomotiven U20C, U30C und UM22C in Lizenz von General Electric für Sambia, Tansania und Botswana
- dieselelektrische Lokomotiven für das ONATRAZ (Nationales zairische Transportbüro)
- Wehrmachtslokomotive D 311
- Hümmlinger Kreisbahn L1 und L2
- DB-Baureihe V 60
- DB-Baureihe V 90
- DB-Baureihe V 100
- DB-Baureihe V 160
- DB-Baureihe V 162
- DB-Baureihe 215
- DB-Baureihe 218
- DB-Baureihe 229

### Elektrolokomotiven
- DB-Baureihe E 10
- DB-Baureihe E 40
- DB-Baureihe E 41
- DB-Baureihe E 50
- DB-Baureihe E 320
- DB-Baureihe E 410
- DB-Baureihe 103
- DB-Baureihe 111
- DB-Baureihe 120
- DB-Baureihe 151
- DB-Baureihe 181

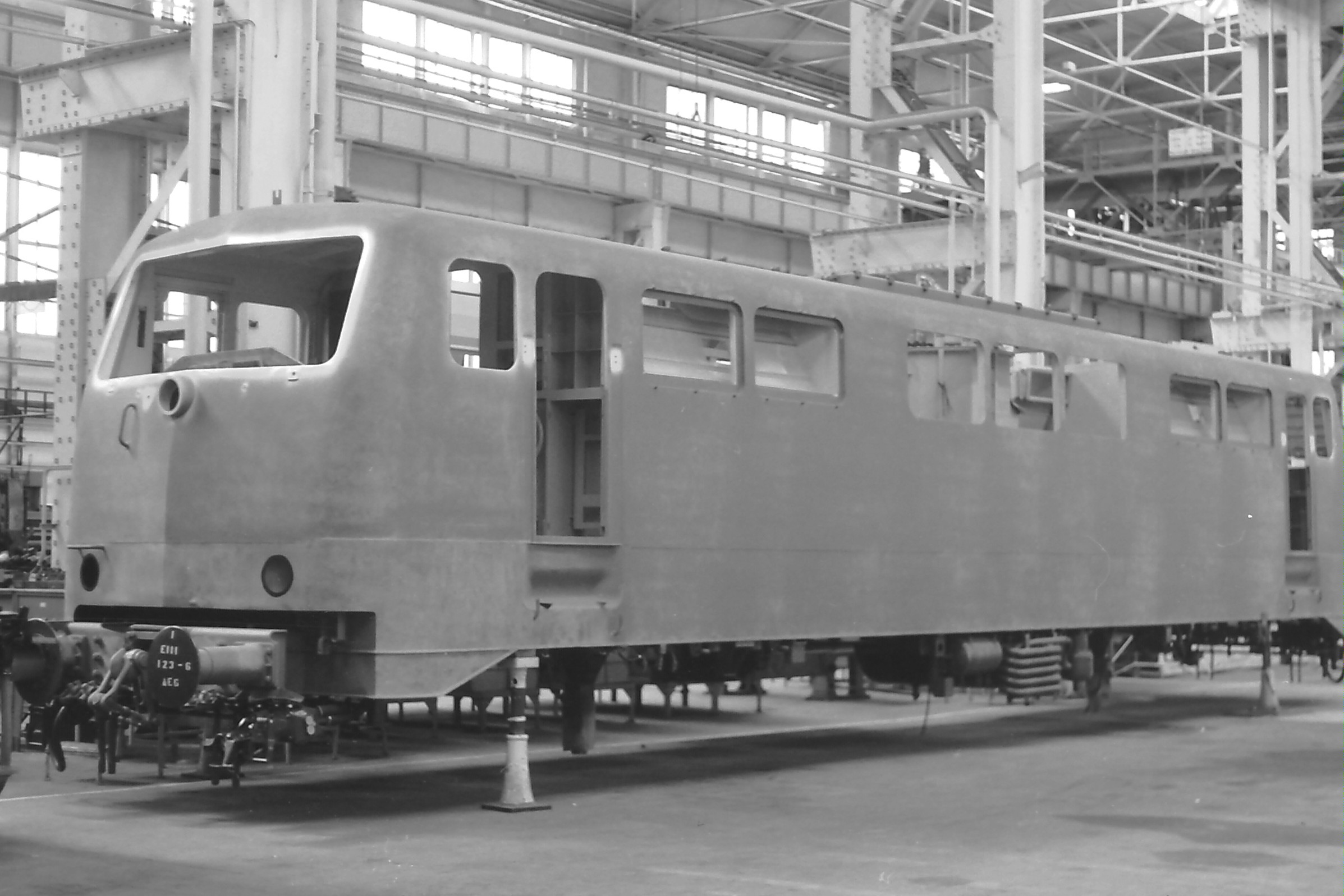
DB-Baureihe 111 in Halle M3, ausgestellt am Tag der offenen Tür am 2. September 1978

- die ersten sieben Loks der ungarischen MÁV-Baureihe V43
- Fertigung eines Triebkopfes des InterCityExperimental (DB-Baureihe 410 001); beide Triebköpfe (410 001 und 410 002) wurden mechanisch federführend von Krupp entwickelt
- Triebköpfe der Hochgeschwindigkeitszüge ICE 1 und ICE 2